# Les nostres mares
Les nostres mares és una novel·la escrita en català per Gemma Ruiz i Palà i publicada per Edicions Proa. Va ser guardonada amb el 63è Premi Sant Jordi de novel·la i va conquerir la primera posició en el rànquing de vendes en la Diada de Sant Jordi de 2023.
La tercera obra de Gemma Ruiz narra la vida de deu dones nascudes en la dècada del 1950. Són històries entrellaçades, que parlen de sororitat, renúncia, lluita i d'esperança dipositada en la següent generació. Les protagonistes, que pertanyen a diferents estrats socials, fan un repàs de les seves vivències durant el franquisme i la transició, al mateix temps que es destil·la com ha anat evolucionant el feminisme en les últimes sis dècades.

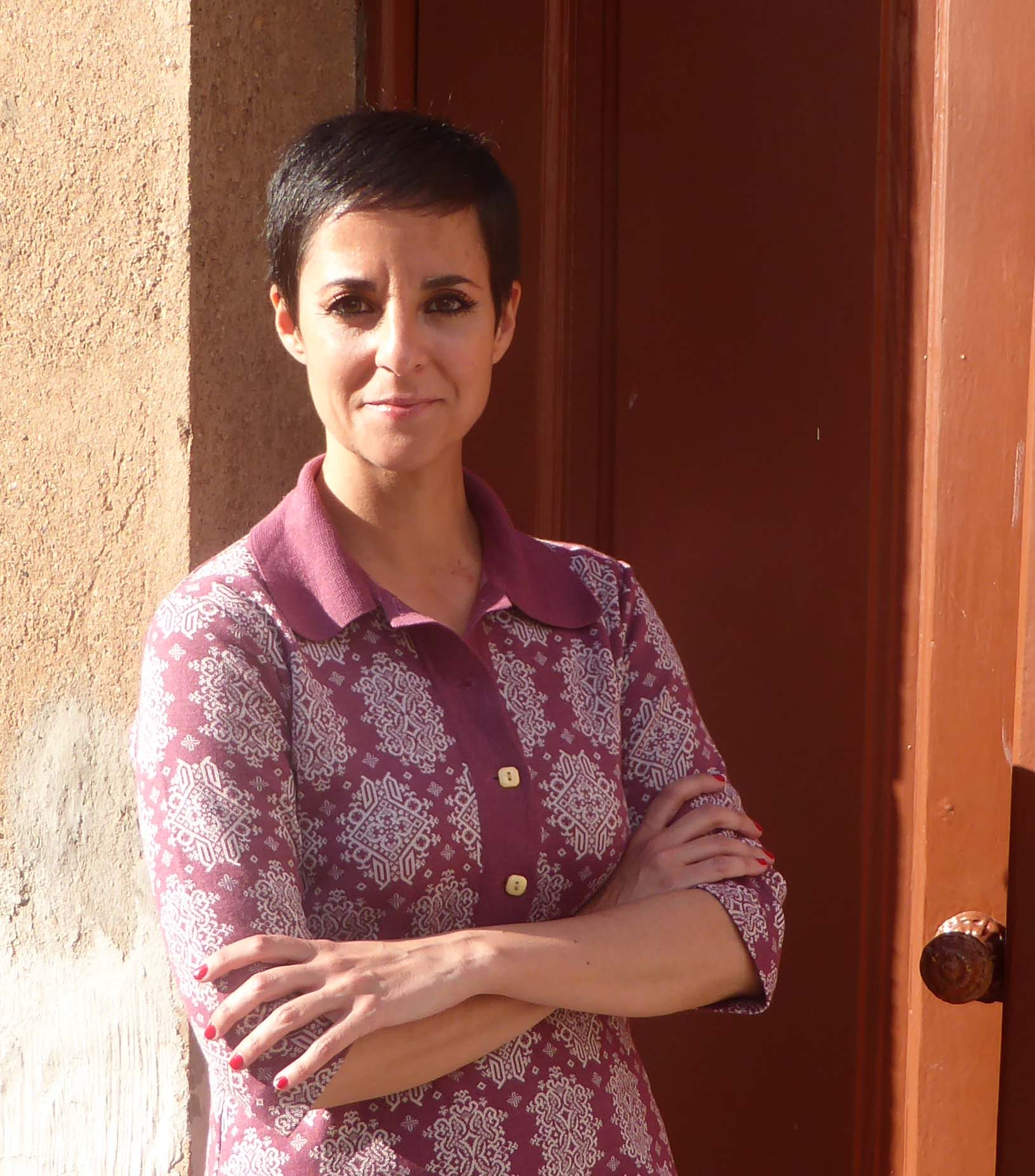
L'autora, Gemma Ruiz, el 2017.

L'escriptora sabadellenca va rebre el desembre de 2022 el Premi Sant Jordi de novel·la. Durant la gala d'entrega del guardó concedit per Òmnium Cultural, Ruiz va dedicar unes paraules a «totes les escriptores en llengua catalana». Mesos després, la Cambra del Llibre de Catalunya va anunciar que Les nostres mares havia sigut el llibre de ficció més venut durant la Diada de Sant Jordi de 2023; per davant de 32 de març, de Xavier Bosch, i El retrat de matrimoni, de Maggie O'Farrell.